# Poor Kajetán
Poor Kajetán (Magyaróvár, 1744. szeptember 16. – Kőszeg, 1813. január 2.) bölcseleti doktor, piarista áldozópap és tanár.

## Élete
A gimnázium végeztével 1761. október 8-án Privigyén lépett a rendbe és miután 1764-től a gimnázium alsóbb osztályaiban tanított, így 1769-1770-ben Debrecenben, 1770. október 28-án fölszentelték. 1772-ben Pestre rendelték és az ottani gimnáziumban a humaniorák tanára lett, tanította a természettant és a mezei gazdaság elemeit; 1774-től gimnáziumi tanár volt Vácon és 1783-ban ugyanott igazgató; 1790-91-ben hitszónok Szentgyörgyön, 1792-től Kőszegen hitszónok és házfőnök, 1811-ben gimnáziumi igazgató.

## Művei
- Theoria sensuum cum propriis, tum probatissimorum nostrae aetatis philosophorum rationibus ac experimentis illustrata et confirmata. Cum II. tab. aeneis. Pestini, 1781.
- Dissertationes adversus libertinos in applicanda ad studium theologicum philosphia. Uo. 1783.